# سونغ مي جين
سونغ مي جين المعروفة بإسم إميلي سونغ (بالكورية: 송미진)‏ هي مغنية وممثلة كورية جنوبية، ولدت يوم 23 مارس 1983 في سول في كوريا الجنوبية.

## روابط خارجية
- سونغ مي جين على موقع IMDb (الإنجليزية)